# Boris Chaikovski
Boris Alexandrovich Chaikovski (en ruso: Борис Александрович Чайковский) fue un compositor ruso y soviético, nacido el en Moscú el 10 de septiembre de 1925 que falleció el 7 de febrero de 1996 en la misma ciudad.

## Biografía
Boris Chaikovski es un homónimo de Pyotr Ilyich Chaikovski que nació en una familia culta pero no musical: su padre es economista y su madre médica. A los nueve años ingresó a la Academia Gnessin y después al Conservatorio de Moscú, donde su profesor de piano fue Lev Oborin, sus profesores de composición fueron Nikolai Miaskovski, Vissarion Shebalin y Dmitri Shostakovich. Chaikovski terminó el conservatorio en 1949 y trabajó un tiempo en la Radio, pero en 1952 se dedicó a la composición. Saltó a la fama con su Segunda Sinfonía, por la que recibió el Premio Estatal de la URSS en 1969. Entre sus otras composiciones podemos destacar los conciertos para clarinete, violonchelo, violín y piano, seis cuartetos de cuerda y varias obras de cámara. También es conocido como compositor de bandas sonoras de películas, incluidas La boda de Balzaminov (1964) y Aïbolit-66 (1966), que fueron muy populares en la Unión Soviética. Desde 1989 hasta su muerte enseñó composición en la Academia Gnessin.
Chaikovski representa a la segunda generación de compositores soviéticos que están bajo la influencia de la música clásica rusa de Piotr Ilich Chaikovski, Aleksandr Borodín y Modest Músorgski, pero también de Serguéi Prokófiev y Dmitri Shostakóvich. Tras experimentar con la música seriada y poliestilística en la década de 1970, recurrió a una música clara y expresiva, en clave tradicional, sin renunciar a la técnica moderna, que utilizó con gran maestría.
Su sobrino, Alexander Chaikovski, también es compositor y ex rector del Conservatorio de San Petersburgo.

## Obras

### Para la escena
- La estrella (Звезда), ópera inacabada en 3 actos (1949) libreto de David Samoilov basado en la novela de Emmanuil Kazakevich

### Música orquestal
- Procesión (Шествие) (1946)
- Sinfonía n.º 1 (1947)
- Fantasía sobre temas populares rusos (Фантазия на русские народные темы) (1950)
- Rapsodia eslava (Славянская рапсодия) (1951)
- Suite orquestal Después del baile (1952)
- Sinfonietta para orquesta de cuerdas (1953)
- Suite orquestal del Bosque murmurante (1953)
- Capriccio sobre temas ingleses (Каприччио на английские темы) (1954)
- Obertura (Увертюра) (1957)
- Sinfonía n.º 2 (1967)
- Sinfonía de cámara (Камерная симфония) para orquesta de cámara (1967)
- Tema y ocho variaciones (Тема и восемь вариаций) (1973)
- Seis estudios (Шесть этюдов) para orquesta de cuerdas y órgano (1976)
- Sinfonía n.º 3 " Sebastopol " (Севастопольская симфония) (1980)
- Los vientos de Siberia (Ветер Сибири), Poema sinfónico (1984)
- Cuatro preludios (Четыре прелюдии) para orquesta de cámara (1984)
- El juvenil (Подросток), Poema para orquesta (1984)
- Música para orquesta (Музыка для оркестра) (1987)
- Sinfonía con arpa (Симфония с арфой) (1993)
- The Bells (Колокола), Preludio para orquesta (1996)

### Conciertos
- Concierto para clarinete y orquesta de cámara (1957)
- Concierto para violonchelo y orquesta (1964)
- Concierto para violín y orquesta (1969)
- Concierto para piano y orquesta (1971)

### Música de cámara
- Trío con piano (1953)
- Cuarteto de cuerda n.º 1 (1954)
- Trío de cuerdas (1955)
- Sonata para violonchelo y piano (1957)
- Sonata para violín y piano (1959)
- Suite en re menor para violonchelo solo (1960)
- Cuarteto de cuerda n.º 2 (1961)
- Quinteto con piano (1962)
- Partita para violonchelo y conjunto de cámara (1966)
- Cuarteto de cuerda n.º 3 (1967)
- Cuarteto de cuerda n.º 4 (1972)
- Cuarteto de cuerda n.º 5 (1974)
- Cuarteto de cuerda n.º 6 (1976)
- Sexteto para quinteto de viento y arpa (1990)

### Piano
- 3 estudios (1935, 1972, 1980)
- 5 piezas (1935)
- 5 preludios (1936)
- 5 piezas (1938)
- Sonata n.º 1 (1944)
- 2 piezas (1945)
- Sonatina (1946)
- Sonata n.º 2 (1952)
- 8 piezas para niños (Восемь детских пьес) (1952)
- Sonata para dos pianos (1973)
- Pentatónico (Пентатоника), 6 piezas fáciles (1993)
- Modos naturales (Натуральные лады), 7 miniaturas (1993)

### Música vocal
- Dos poemas de Mikhail Lermontov (Два стихотворения М. Ю. Лермонтова) para soprano y piano (1940)
- Cuatro poemas de Josef Brodsky (Четыре стихотворения И. Бродского) para soprano y piano (1965)
- Canciones de Pushkin (Лирика Пушкина), Ciclo de canciones para soprano y piano (1972)
- Signs of the Zodiac (Знаки Зодиака), Cantata para soprano, clavecín y orquesta de cuerdas (1974)
- La última primavera (Последняя весна), Ciclo de canciones para mezzosoprano, flauta, clarinete y piano (1980), texto de N. Zabolotsky
- De Kipling (Из Киплинга) para mezzosoprano y alto (1994)

## Honores
- Artista del Pueblo de la URSS (1985)
- Premio Estatal de la URSS (1969), por la Sinfonía n.° 2 (1967)